# Sophia de Mello Breyner Andresenová
Sophia de Mello Breyner Andresenová (6. listopad 1919, Porto – 2. červenec 2004, Lisabon) byla portugalská básnířka, dramatička a autorka literatury pro děti. Roku 1999 jí byla udělena Camõesova cena, nejprestižnější literární ocenění pro portugalsky píšící autory.

## Život
Narodila se v zámožné šlechtické rodině, po pradědečkovi zdědila dánské jméno Andresen. Dětství prožila v Campo Alegre nedaleko Porta, kde rodina vlastnila rozsáhlé pozemky. Často také pobývala na letním rodinném sídle u pláže v Granje, které se často objevuje i v jejím díle. K literatuře ji přivedl dědeček z matčiny strany, čtvrtý vévoda z Mafry. Studovala klasickou filologii na univerzitě v Lisabonu, ale studia nedokončila.
Literárně debutovala v časopise Cadernos de Poesia (Básnické sešity). První sbírku jejích básní (Poesia) vydal roku 1944 její otec. Roku 1946 se vdala, odstěhovala se do Lisabonu a dlouho se věnovala výhradně rodině a svým pěti dětem. Tehdy začala vymýšlet vlastní pohádky, které o mnoho let později, roku 1957, vydala knižně pod názvy A Menina do Mar a A Fada Oriana. Jimi se vrátila do literatury a brzy vydala novou sbírku básní Mar Novo.
Novým aspektem její tvorby se stala političnost. Jakkoli byla hluboce věřící katolička, ostře se stavěla proti salazarovské diktatuře. Ještě aktivnější v tom byl její manžel, právník a novinář Francisco Sousa Tavares. I Andresenová se stále více zapojovala do opozičních aktivit, patřila kupříkladu k zakladatelkám Národní komise pro podporu politických vězňů. Po karafiátové revoluci se oba zapojili do politického života. Andresenová byla v prvních svobodných volbách zvolena za Socialistickou stranu poslankyní Ústavního shromáždění, kde působila dva roky. Poté, roku 1976, z politiky odešla a věnovala se již výhradně literatuře.

## Vyznamenání
- velkodůstojník Řádu svatého Jakuba od meče – Portugalsko, 9. dubna 1981[3]
- velkokříž Řádu prince Jindřicha – Portugalsko, 13. února 1987[3]
- rytíř velkokříže Řádu svatého Jakuba od meče – Portugalsko, 6. června 1998[3]